# Zaledje
Izraz Zaledje ali »zemlja za nečem« (mestom, pristaniščem ali podobno) običajno uporabljamo v geografiji.

## Geografsko regijo
- Območje za obalo ali obrežje reke. Natančneje, z doktrino zaledja je zaledje notranja regija, ki leži za pristaniščem in jo zahteva država, ki je lastnica obale [1].
- Območje, iz katerega se izdelki dostavljajo v pristanišče za ladijski promet drugje, je to zaledje pristanišča.
- Izraz se uporablja tudi za sklicevanje na območje okoli mesta ali mesta.
- Na splošno se zaledje lahko nanaša na podeželsko območje, ki je ekonomsko vezano na mestno porečje. Velikost zaledja je odvisna od geografije ali od lahkosti, hitrosti in stroškov prevoza med pristaniščem in zaledjem.[2]
- Pri uporabi ladijskega prometa je pristaniško zaledje področje, na katerem služi, tako za uvoz kot za izvoz.
- V kolonialni uporabi je bil ta izraz uporabljen za okoliške prostore nekdanjih evropskih kolonij v Afriki, ki pa koloniji niso vplivali, čeprav niso del kolonije. S podobno splošno gospodarsko uporabo se zaledje lahko nanaša na območje, ki obkroža storitev, s katero se privlačijo stranke, imenovano tudi tržno območje.
- V Nemčiji se Zgornja občina včasih bolj splošno uporablja za opis vseh redko poseljenih območij, kjer je infrastruktura nerazvita, čeprav je Provinz (analogno pokrajini) pogostejši. V Združenih državah in zlasti na ameriškem srednjem zahodu (regija nemške kulturne dediščine, ki je daleč od pristanišč oceanov), je ta pomen in ne tista, ki se nanaša na pristanišča, ki prevladujejo v skupni rabi. Podobni izrazi vključujejo "podeželje", "palice", "boonies", backcountry, boondocks, Bush (pri uporabi v Aljaski) in zunanjost (v avstralski uporabi).

## Širina znanja
Dodateno področje, v katerem se izraz pogosto uporablja, zlasti s strani britanskih politikov, govori o globini in obsegu posameznika v drugih zadevah (ali pomanjkanju), zlasti o akademskih, umetniških, kulturnih, literarnih in znanstvenih prizadevanjih. Na primer, lahko rečemo: "X ima veliko zaledje" ali "Y nima zaledja". Razširjenost te uporabe je običajno pripisana Denisu Healeyju (britanski obrambni sekretar 1964-1970, kancler finančne krize 1974-1979) in njegovi ženi Edni Healey, najprej v kontekstu domnevnega pomanjkanja zaledja nekdanje premierke Margaret Thatcher.